# Троицк (Олёкминский район)
Троицк (якут. Троицкай) — село в Олёкминском районе Республики Саха (Якутия) России. Административный центр и единственный населённый пункт Троицкого наслега.

## География
Село находится в юго-западной части Якутии, на левом берегу реки Олёкмы, вблизи места впадения её в реку Лена, на расстоянии примерно 9 километров (по прямой) к востоку-юго-востоку (ESE) от города Олёкминска, административного центра района. Абсолютная высота — 131 метр над уровнем моря.
Климат
Климат характеризуется как резко континентальный. Средняя температура воздуха самого тёплого месяца (июля) составляет 18 °C; самого холодного (января) — −30 − −35 °C. Среднегодовое количество атмосферных осадков составляет 200—300 мм.
Часовой пояс
Село Троицк находится в часовой зоне МСК+6. Смещение применяемого времени относительно UTC составляет +9:00.

## Население
| 2002 | 2010 | 2012 | 2013 | 2014 | 2015 | 2016 |
| ---- | ---- | ---- | ---- | ---- | ---- | ---- |
| 388  | ↘353 | ↘348 | ↘335 | ↗346 | ↘341 | ↘337 |
| 2017 | 2018 | 2019 | 2020 | 2021 |      |      |
| ↗345 | ↘327 | →327 | ↘320 | ↘216 |      |      |

Половой состав
По данным Всероссийской переписи населения 2010 года в гендерной структуре населения мужчины составляли 53 %, женщины — соответственно 47 %.
Национальный состав
Согласно результатам переписи 2002 года, в национальной структуре населения якуты составляли 82 %.

## Улицы
Уличная сеть села состоит из трёх улиц.